# Alissa Söderberg
Alissa Söderberg (ur. 12 kwietnia 1994 w Malmö) – szwedzka lekkoatletka, tyczkarka.

## Osiągnięcia
| Rok  | Impreza                               | Miejsce         | Pozycja    | Wynik |
| ---- | ------------------------------------- | --------------- | ---------- | ----- |
| 2011 | Mistrzostwa świata juniorów młodszych | Lille Metropole | 5. miejsce | 4,10  |

Dwukrotna medalistka mistrzostw kraju – brąz w hali (2011) oraz srebro na stadionie (2011).
Jeden raz wystąpiła w seniorskim meczu międzypaństowym, zajmując drugie miejsce w Finnkampen 2011.

## Rekordy życiowe
- Skok o tyczce – 4,21 (2012)
- Skok o tyczce (hala) – 4,12 (2010)